# Intel-Rocket-Lake-Mikroarchitektur
Rocket Lake ist Intels Codename für die 11. Generation von Intel-Core-i-Prozessoren. Veröffentlicht wurde sie am 16. März 2021 und basiert auf der neuen Cypress Cove-Mikroarchitektur, einer Variante von Sunny Cove (die von Intels Ice-Lake-Mobilprozessoren verwendet wird), die auf Intels 14-nm-Fertigungstechnologie zurückportiert wurde. Rocket-Lake-Kerne enthalten deutlich mehr Transistoren als von Skylake abgeleitete Comet-Lake-Kerne.
Die Prozessoren der Rocket-Lake-Generation benötigen Mainboards mit Serie 400-Chipsätzen. Sie können auch auf Mainboards mit Serie 500-Chipsätzen eingesetzt werden, da beide Mainboards den Sockel LGA1200 besitzen.

## Neuerungen
- Prozessorkernarchitektur mit IPC-Verbesserungen bis zu 19 %

- Intel UHD-Grafik, basierend auf Intel Xe-Grafikarchitektur mit bis zu 32 Ausführungseinheiten
- DisplayPort 1.4a mit Display-Stream-Komprimierung und HDMI 2.0b
- Unterstützung von bis zu zwei 10-Bit Displays mit 4K-Auflösung oder einem Display mit 8K-Auflösung und 12-Bit HDR

- Bis zu 20 PCIe 4.0 Lanes auf der CPU
- Unterstützung von USB 3.2 Gen 2x2
- Intel Deep Learning Boost / VNNI-Unterstützung
- Arbeitsspeicher (RAM) bis zu DDR4-3200
- Enhanced Media (10-Bit-AV1, 12-Bit-HEVC, E2E-Komprimierung)
- Übertaktungsfunktionen und -fähigkeiten